# Економіка Нової Каледонії
Нова Каледонія (фр. Nouvelle-Calédonie) — заморське володіння Франції в Тихому океані. На відміну від інших острівних держав регіону, вона має розвинену економіку, що базується на видобутку нікелю.

## Загальні показники
Валовий внутрішній продукт Нової Каледонії в 2011 році становив 847,8 млрд тихоокеанських франків, на душу населення припадало 3338 млн тихоокеанських франків (€ 28 500). За цим показником Нова Каледонія знаходиться на середньому рівні в масштабах європейських країн, лише на 13 % поступається Франції й при цьому переважає всі інші її заморські території. Серед країн Тихоокеанського регіону за обсягом ВВП на душу населення Нова Каледонія займає третє місце після Австралії та Новій Зеландії. Решта острівних країн значно поступається Новій Каледонії за цим показником, наприклад, 2013 року Фіджі у 8,5 разів, Вануату в 11 разів, а Папуа Нова Гвінея в 17 разів. Індекс людського розвитку Нової Каледонії 2010 року оцінювався в 0,79; він дозволяє території розташовуватись у категорії країн з «високим розвитком» і займати за цим показником 51-е місце в світі.
Нову Каледонію часто розглядають як «металевий острів» через її значні запаси рудних корисних копалин. Економіка країни базується на видобутку нікелю та його експорті. Частка нікелю (руда, феронікель, матовий нікель) в експорті становить 94,5 %. Зважаючи на вплив, який він чинить на створення нових робочих місць і багатства, нікелевий сектор є однією з основних рушійних сил економічного зростання Нової Каледонії в цілому. Будівництво металургійних заводів опосередковано впливає на будівельну галузь та бізнес-сектор послуг. Але, незважаючи на таку роль нікелю, в структурі економіки Нової Каледонії переважає сектор послуг (68 % ВВП), в той час як доля виробничого сектору становить 25 %, а первинного (сільське господарство, рибальство) лише 7 %. Структура доданої вартості в 2010 році була такою: сільське господарство 1 %, промисловість 15 %, будівництво 12 %, торгівля 54 %, адміністрування 18 %. Доля нікелю, залежно від рівня цін, становила від 20 % у 2007 році до 5 % у 2015 році.
Ключові секторальні показники економіки Нової Каледонії в 2012 році: виробництво руди нікелю 9659 тис. тонн, експорт нікелевої руди 4652 тис. тонн, металургійне виробництво 62 178 тонн вмісту нікелю, металургійний експорт 64 809 тонн вмісту нікелю, виробництво яловичини 2734 тонн, виробництво свинини 1696 тонн, експорт тунця 779 тонн, експорт креветки 817 тонн, вироблено електроенергії 2262 ГВт-год, споживання цементу 124 137 тонн, прибуло туристів 112 204 особи, прибуло пасажирів круїзних лайнерів 277 941 особа, поїздки Новою Каледонією здійснила 121 101 особа.
Структура ВВП істотно змінилася в XXI ст., цьому, зокрема, сприяло значне зростання інвестицій з метрополії. Завдяки цьому економіка Нової Каледонії пережила сильне зростання. Валовий внутрішній продукт в період між 2002 і 2013 роками щорічно збільшувався номінально в середньому на 6,2 % і на 3,5 % з урахуванням зростання цін. Реалізація великих металургійних проєктів сприяла пожвавленню і в інших галузях господарства.

## Промисловість
Нова Каледонія володіє величезними мінеральними ресурсами, й перше місце серед них належить нікелю. За даними Геологічної служби США, тут знаходиться приблизно 7 % світових запасів «зеленого золота». За цим показником Нова Каледонія стоїть на п'ятому місці, поступаючись Індонезії (22 %), Австралії (21 %), Бразилії (12 %) та Росії (7 %). 2019 року видобуток нікелевих руд склав 15 331 тис. тонн, а виробництво металу — 94 404 тонн. Доля нікелю в структурі ВВП Нової Каледонії становить близько 10 %, але на нього припадає понад 90 % експорту; це важливе джерело податкових надходжень. Нікель не лише становить основну економіки Новій Каледонії, він є ще й рушійною силою для всіх інших галузей. У період виняткового зростання виробництва нікелю, що припадав на 1998—2008 роки, спостерігалося різке розширення Нумейської агломерації, майже втричі збільшився автопарк, експоненціально зростали обсяги реалізації товарів та послуг.
Нова Каледонія надзвичайно сильно залежить до коливань цін на нікель. 2007 рік, коли ціна на цей метал піднялась до рекордних $ 54 100 за тонну, доля галузі в структурі ВВП піднялась до 20 %. Починаючи з лютого 2011 року ціни на нікель перебували на спаді, з 2011 до 2015 року вони не перевищували $ 22 000 за тонну, а в другій половині 2015 року навіть опустилися до рівня менш ніж $ 10 000 за тонну.
Нікель на Новій Каледонії присутній в сульфідних рудах: латеритах і сапролітах. Вміст нікелю в латеритах становить менше 2 %, розробка цих порід проводиться кар'єрним способом і вважається найбільш перспективною. Для отримання нікелю й кобальту з латеритів використовується гідрометалургійний технологічний процес. Зокрема, цей метод використовує завод «Горо Нікель» (фр. Goro Nickel). Сапроліти в Новій Каледонії називають гарнієритами на честь інженера Жюля Гарньє (фр. Jules Garnier), який їх виявив. Сапроліти залягають під латеритами й мають значно більший вміст нікелю — від 2,5 до 3 %. Нікель із сапролітів отримують шляхом плавлення в електричних печах великої потужності. Нікелева руда в Новій Каледонії високої якості, вона вільна від арсену. Діють великі нікелеві шахти в Тіо (фр. Thio), Поро (фр. Poro), Тьєбагі (фр. Tiébaghi) та Непуї (фр. Népoui), багато родовищ знаходиться на вершинах гір.
З другої половини XIX ст. історія Нової Каледонії була невіддільна від видобутку нікелю. Нікелеву руду видобувають близько десяти компаній. Провідними серед них є Société Le Nickel (SLN), 56 % акцій якої належить французькій групі Eramet, а 34 % Новій Каледонії (Société territoriale calédonienne de participation industrielle (STCPI), яка представляє три її провінції) та Société minière du Sud Pacifique (SMSP), 87,27 % якої належить фінансовому підрозділу Північної провінції, решта — конгломерату Sofinor і Vale New Caledonia, дочірній компанії бразильської корпорації Vale. Видобуванням нікелевої руди займається переважно компанія SLN, яка володіє п'ятьма родовищами (три в Північній провінції і два в Південній провінції). Дрібніші компанії, такі як Nickel Miniing Corporaration, Nouméa Nickel, Société des Mines de la Tontouta та інші, розробляють поклади руди для експорту або як субпідрядники для SLN або SMSP.

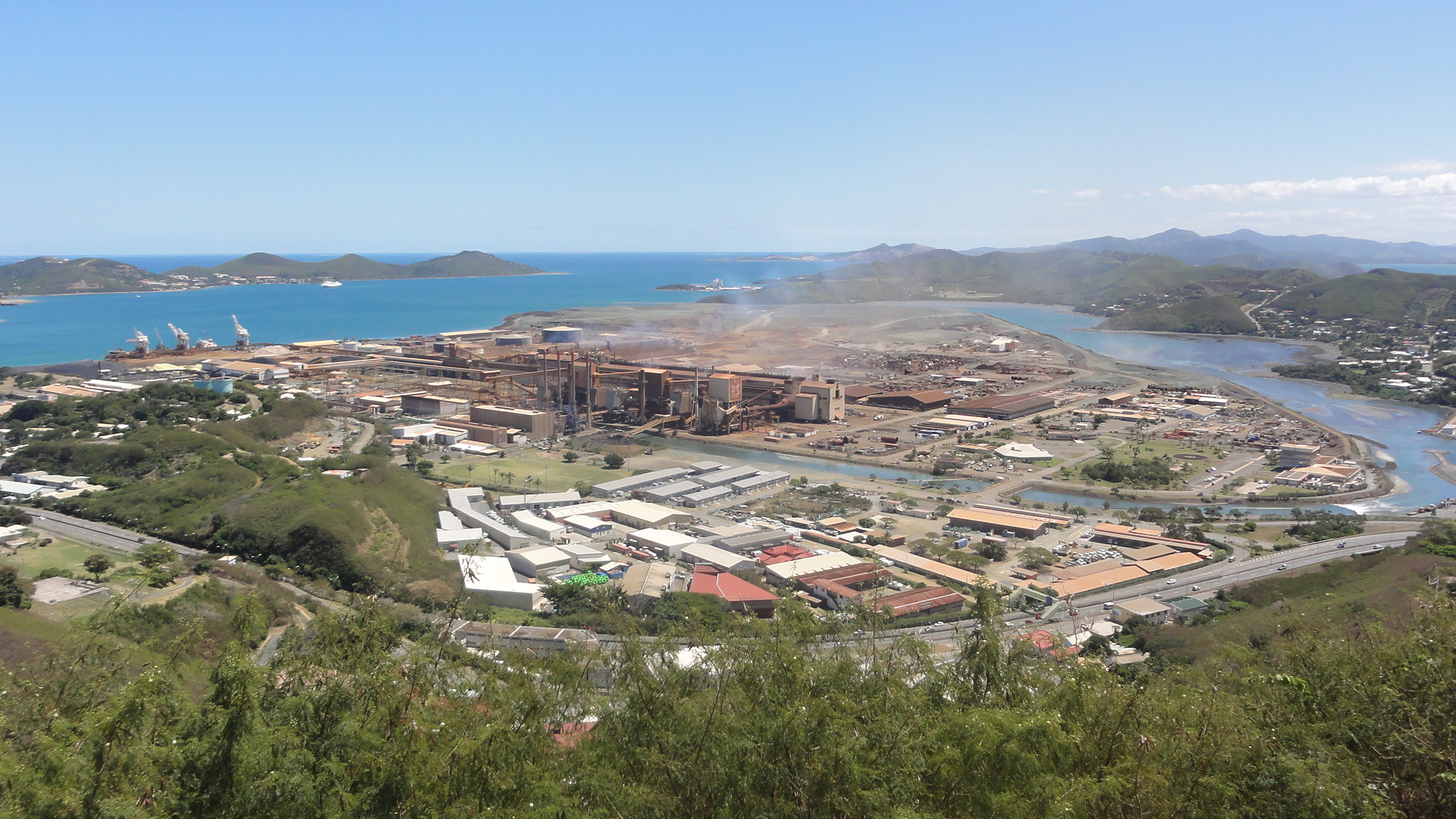
Металургійний завод «Доньямбо» в Нумеа.

Компанія SLN протягом довгого часу єдиною займалася збагаченням нікелевої руди. Вона володіє пірометалургійним заводом «Доньямбо» (фр. Doniambo), розташованим у Нумеа. На підприємстві працює 1300 осіб, його потужність 60000 тонн металу на рік. Завод виробляє феронікель для виробників неіжавної сталі та матовий нікель, який відправляється на завод Сандувіль (фр. Sandouville) компанії Eramet в Гаврі, Франція. «Доньямбо» обробляє 75 % від загального обсягу запасів корисних копалин території. Загалом цей промисловий комплекс створює 2200 прямих і 6600 непрямих робочих місць.
На початку XXI ст. були започатковані два нові гірничодобувні проєкти, що змінили економічний ландшафт Нової Каледонії. 2001 року канадський гірничодобувний гігант Vale Inco оголосив про плани відкриття гідрометалургійного заводу на плато Горо (фр. Goro) в Південній провінції, розрахованого на виробництво 60000 тонн нікелю і 5000 тонн кобальту на рік. Будівництво заводу Goro Nickel розпочалось 2005 року, а виробництво з обмеженими обсягами розпочалось 2009 року, на повну потужність воно запрацювало з 2010 року. Як сировину комбінат використовує латерит з родовища Горо, його запаси там становлять 57 млн тонн. Інший перспективний промисловий майданчик розташований у Коньямбо (фр. Koniambo) в Північній провінції. Тут був збудований пірометалургійний комбінат номінальною потужністю 60000 тонн нікелю на рік. 51 % капіталу підприємства належить державі (урядові Північної провінції), інші 49 % — компанії POSCO. Комплекс розглядається як символ економічного й географічного перебалансування, передбаченого Матіньонською та Нумейскою угодами. Він сприяє розвиткові нової промислової зони Північної провінції Во-Коне-Пуанбу (фр. Voh-Koné-Pouembout, VKP), що раніше була майже пусткою. Виробництво запрацювало з квітня 2013 року, в повному обсязі — з 2014 року.
Раніше в Новій Каледонії видобували також залізну руду, виробляли та експортували хром, але ці галузі були закриті через несприятливу ситуацію на ринку. Перспективним виглядає видобуток нафти та газу. 1999 році в морі на глибині 600 метрів за 230 км на північний захід від Гранд-Терр, недалеко від межі з виключною економічною зоною Австралії було виявлене одне з найбільших в світі родовищ природного газу.
Не враховуючи нікель, промисловість Нової Каледонії складається переважно з малих та середніх підприємств. Вони зосереджені переважно у виробництві будівельних матеріалів, продуктів харчування та напоїв і локалізуються головним чином у районі Великого Нумеа. Виробляють пиво, цемент, мило, сиру та рафіновану олію. Виробництво споживчих товарів в основному здійснюється з імпортної сировини. Невеликий обсяг внутрішнього ринку та віддаленість країни від великих світових ринків роблять місцеве виробництво неефективним. Щоб послабити цю проблему, новокаледонський уряд підтримує систему захисту місцевого ринку шляхом регулювання цін.

## Сільське господарство, рибальство
Лише 10 % території Нової Каледонії використовується для ведення сільського господарства. Продукція галузі складає менше 2 % ВВП. Фермери становлять лише 10 % від загальної чисельності населення, їхній середній вік перевищує 50 років, а число господарств неухильно зменшується.
Сільськогосподарський сектор надзвичайно диверсифікований. З одного боку, це канацьке традиційне землеробство, що культивує місцеві культури й отримує традиційно низькі врожаї, з іншого боку, професійні фермери, в основному європейці, що працюють на сучасних фермах з вирощування продукції на продаж. Лише 4 % європейців працюють в сільському господарстві, в порівнянні з 60 % у канаків, але дві третини орних земель перебуває під контролем близько тисячі французьких поселенців з великими маєтками. Земля залишається основною проблемою в Новій Каледонії, меланезійська землекористувацька культура продовжує стикатися з європейською землевласницькою культурою. Незважаючи на модернізацію та професіоналізацію сектора, сільське господарство, разом із рибальством, здатне задовольнити лише половину потреб споживання країни.

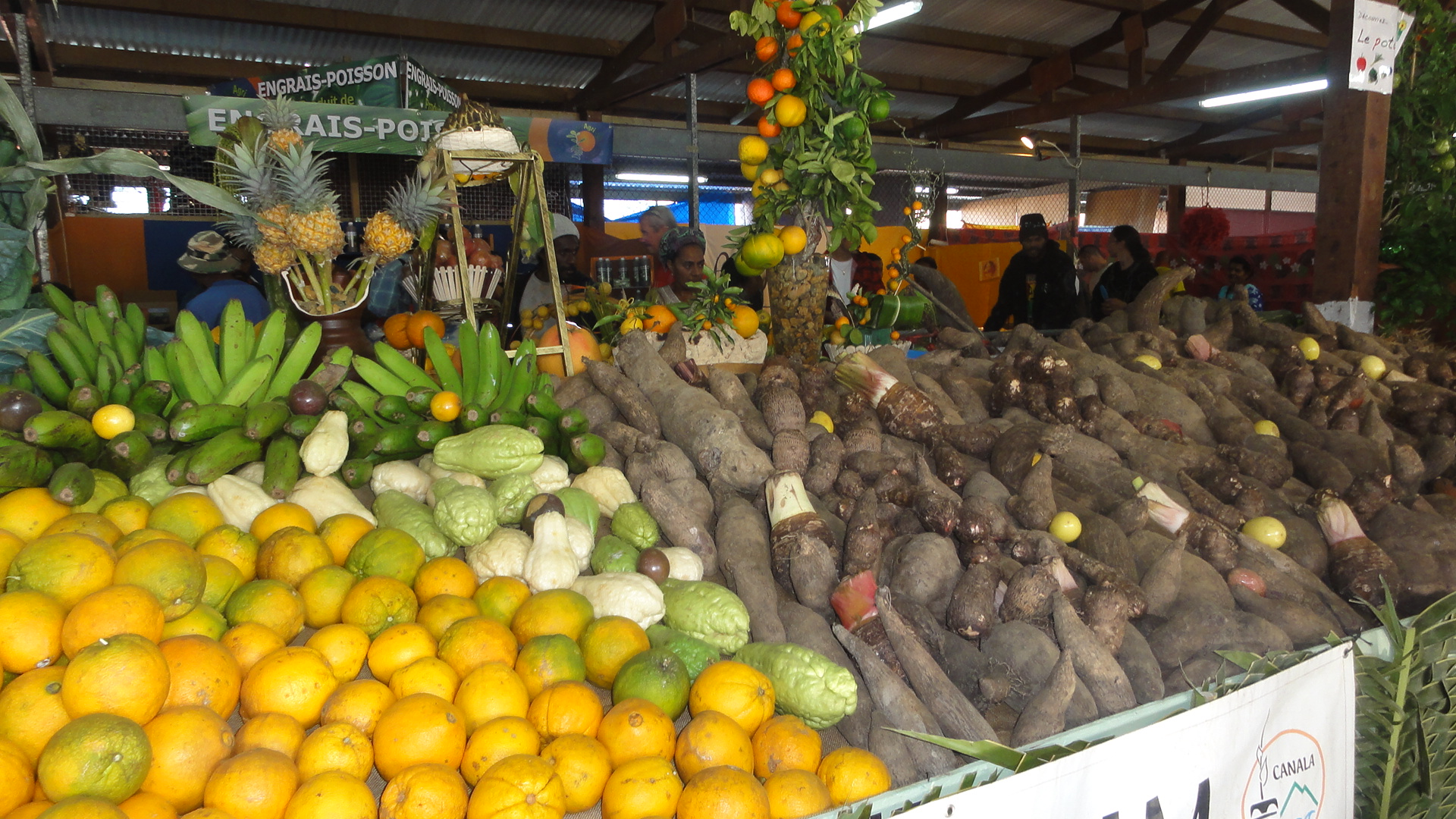
Місцеві продукти землеробства.

Вирощування продовольчих культур здійснюється в канацьких племенах і на великих європейських фермах на західному узбережжі Гранд-Терр. Землеробство традиційно займає центральне місце в житті канацької громади. Основною прожитковою культурою корінного населення є ямс, вирощують також таро, маніок і батат. Кава була впроваджена ще в перші дні французької колонізації, в основному вирощують сорт робуста. Крім того, культивують різні бульби, банани, до продукції новокаледонського сільського господарства належать також копра та мед.

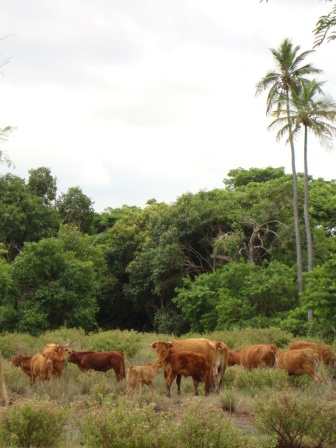
Стадо великої рогатої худоби в комуні Кумак.

Основу тваринництва Нової Каледонії становить велика рогата худоба, вона приносить більшу частину доходів сільськогосподарської галузі. Великі стада корів фермери-європейці тримають на пасовищах західного узбережжя Гранд-Терр. Проте тваринницькі господарства перебувають у стані стійкої стагнації, а виробництво молока є мінімальним. Існують свинарські ферми. Також розвивається розведення оленів, оленина експортується до Європи. Птахівництву (кури) вдається покрити попит на яйця, але воно задовольняє тільки 5 % попиту на курятину.
Нова Каледонія має велику виключну економічну зону (ВЕЗ), вона становить понад 13 % всієї ВЕЗ Франції. Проте ведеться лише дрібний вилов риби в лагунах, а внесок рибальства у ВВП країни є мізерним. Головною промисловою рибою є тунець. Ловлять також морських гребінців та трепангів.
Важливе місце займає аквакультура креветок. Розведення креветок в Новій Каледонії почалося в 1970 році зі створення виробничого центру в Сен-Вінсент (фр. Saint-Vincent) у Південній провінції. Сьогодні є десяток виробників, які працюють на західному узбережжі Гранд-Терр, вони розводять синю креветку (Litopenaeus stylirostris). Каледонська креветка набула доброї репутації на деяких ринках, зокрема в Японії. Вона є другою за величиною статтею експорту Нової Каледонії (після нікелю).

## Енергетика
2019 року загальне виробництво електроенергії в Новій Каледонії склало 3333,6 Гвт⋅год, 86,3 % припадало на теплову енергетику (53 % на основі вугілля й 43 % на основі мазуту), 13,7 % — на відновлювані джерела енергії (8,5 % гідроенергія, 3,5 % енергія сонця, 1,7 % вітрова енергія). Спостерігається постійне зростання частки відновлюваної енергетики, що забезпечується переважно швидким зростанням кількості сонячних електростанцій, цей процес стимулюється державними програмами. Головним споживачем електроенергії є металургійні підприємства.

## Транспорт
Головний морський порт Нової Каледонії розташований у Нумеа. 2018 року за загальним обсягом переведень він зайняв десяте місце серед французьких портів. На островах є ще кілька другорядних портів, діяльність яких тісно пов'язана з нікелевим сектором. Основні внутрішні порти (Накеті, Куауа, Непуї та ін.) приймають в основному балкери — судна, призначені для навантаження сирої нікелевої руди. Глибоководні порти Доньямбо, Вавуто, Проні були побудовані поблизу промислових об'єктів з метою імпорту сировини (вугілля, вапняку тощо) та експорту металургійної продукції. Загальний обсяг вантажів, перевезених 2019 року морським транспортом, становив 13,8 млн тонн.
Морські порти пов'язують Нову Каледонію з країнами Європи, Азії, Океанії.
Внутрішні вантажоперевезення в основному пов'язані з транспортування нікелевої руди з місць видобутку на завод «Доньямбо». Внутрішні морські пасажирські лінії сполучають Нумеа з островами Луайоте та островом Пен. Загальна кількість пасажирів, перевезених у 2019 році на всіх напрямках, склала 84 747 осіб. У районі Нумеа працюють також катери-таксі.
Єдиний міжнародний аеропорт Нової Каледонії — Ла-Тонтута (фр. La Tontouta), розташований за 52 кілометри від міста Нумеа. Термінал займає територію понад 22 000 м². Інфраструктура аеропорту дозволяє одночасно керувати чотирма літаками з піковою пропускною спроможністю від 650 до 950 пасажирів на годину. Міжнародний трафік до/з Нової Каледонії в 2019 році становив 566 405 пасажирів, 37,3 % цього числа припадало на Австралію, 31,1 % — на Японію, 13,0 % — на Нову Зеландію. Авіакомпанії, які обслуговують територію, в основному орієнтовані на пасажирські перевезення. Регулярні вантажні рейси фактично не здійснюються.
Нова Каледонія має також 14 аеродромів, відкритих для внутрішніх пасажирських перевезень, хоча й не всі вони регулярно використовуються. Найбільше польотів здійснюється між Нумеа та островами Луайоте. Загальний обсяг авіаперевезень 2019 року становив 481 946 пасажирів. 48,4 % перевезень припадало на аеропорт Мажента (фр. Magenta) в Нумеа, 19,3 % на острів Ліфу, 11,6 % на острів Пен, 9,8 % на острів Маре, 9,1 % на острів Увеа, й лише 1,8 % на решту аеропортів.
Загальна протяжність автомобільних доріг у Новій Каледонії становить 5600 км, 46 % їх припадає на Північну провінцію, 40 % — на Південну й 14 % на Острови Луайоте). Мережа автомобільних доріг, як правило, перебуває в хорошому стані, але вона не охоплює всіх населених пунктів, деяких місць можна дістатися тільки всюдиходом.
Дві третини новокаледонців користуються власним автомобілем. З 2019 року в районі Великого Нумеа діє мережа автобусних маршрутів.

## Будівництво
Частка будівельної галузі в період з 2006 по 2011 рік становила в середньому 11 % ВВП, вона забезпечувала близько 9 % робочих місць в Новій Каледонії. На початку XXI ст. було здійснено кілька великомасштабних проєктів: будівництво металургійних заводів в Горо та Коньямбо, реконструкція аеропорту Ла-Тонтута, побудова інфраструктури для проведення Тихоокеанських ігор 2011 р. Із завершенням цих масштабних проєктів галузь перебуває на спаді.
Будівництво житла в Новій Каледонії відзначене чергуванням періодів активізації та уповільнення. Здійснюються інвестиції в розвиток мережі автодоріг, будівництво лікарень, об'єктів галузі освіти, енергетики, міської інфраструктури Нумеа тощо.

## Торгівля
Сектор торгівлі, за даними 2019 року, вносить 11,0 % у створення багатства Нової Каледонії та охоплює 15,7 % працівників приватних підприємств. 58,5 % підприємств сектору займається роздрібною торгівлею, 21,3 % — гуртовою торгівлею, 20,2 % — продажем автомобілів. 71 % торгових компаній не мали жодного найманого працівника, ще 19 % наймали від 1 до 4 працівників.
80,9 % установ роздрібної торгівлі 2019 року було зосереджено в Південній провінції, 13,1 % — у Північній, 6,0 % — на островах Луайоте. Найбільше їх розташовано в зоні Великого Нумеа, де загальна торгова площа 2019 року становила 323 548 м², 43,3 % з них займала торгівля продовольчими товарами, 27,0 % припадало на торгівлю господарськими товарами. Великі та середні супермаркети, переважно продовольчі, мали загальну площу приблизно 51 760 м². Діяли 4 гіпермаркети.

## Туризм
Після індустрії нікелю, туризм є другою найважливішою галуззю економіки Нової Каледонії. Він є одним із полюсів диверсифікації економіки країни. Туризм становить майже 10 % ВВП і займає привілейоване місце в Новій Каледонії завдяки багатству місцевої природи. Незаймані пляжі, різноманіття ландшафтів і можливість займатися багатьма видами діяльності на свіжому повітрі привертають увагу прихильників туризму, які люблять бути ближче до природи. Але географічна віддаленість, висока вартість проїзду повітряним транспортом, висока вартість життя та конкуренція з боку інших регіональних напрямків перешкоджають прогресу цієї галузі в Новій Каледонії. Починаючи з 1990-х років число щорічних відвідувачів перебувало на рівні близько 100 тис. осіб, а 2019 року цей показник досяг рекордного рівня в 130 458 осіб (без урахування круїзних туристів). Нова Каледонія програє в конкуренції своїм острівним сусідам. Наприклад, Фіджі в 2013 році залучило понад 600 тис. туристів.

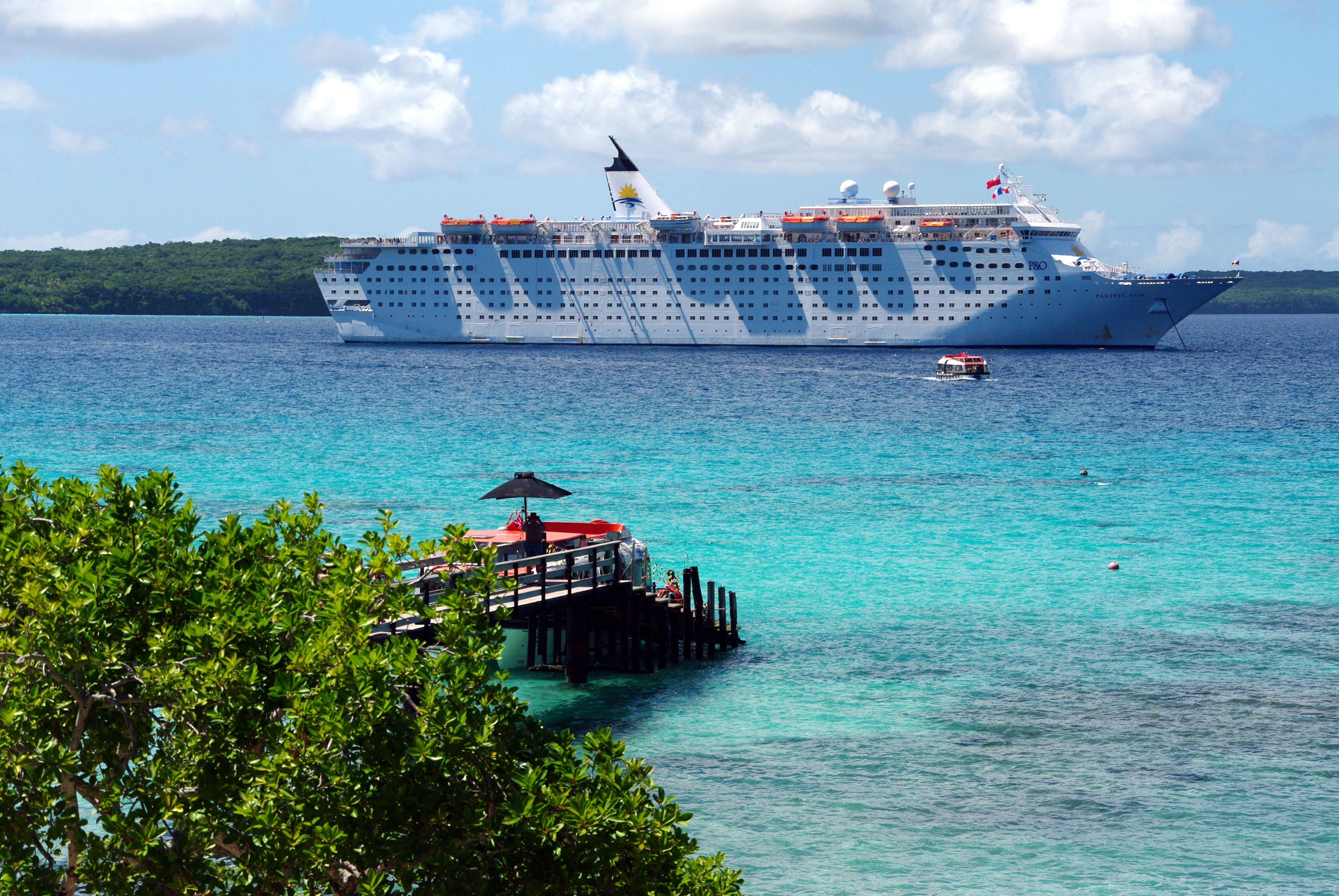
Круїзний лайнер біля острова Ліфу (2009).

В галузі туризму 2019 року було зайнято 5387 осіб, 41 % працівників було зосереджено в готельній діяльності, 28 % на транспорті, 24 % в громадському харчуванні. 74,7 % готелів і ресторанів Нової Каледонії знаходиться в Південній провінції, 16,3 % — в Північній провінції, 9,0 % — в провінції Острови Луайоте. Найбільший розвиток туризм отримав у Південній провінції. Тут переважає звичайний туризм споживацького напрямку з великими готелями й організацією турів. Північна провінція акцентується на концепції екотуризму, туристи прибувають невеликими групами, які проживають у гармонії з навколишнім середовищем. Острови Луайоте позиціонуються як райські пляжі для відпочинку, туристам пропонують пакети на вихідного дня, влаштовують різноманітні культурно-розважальні заходи, вечірки.
Найбільше туристів прибуває до Нової Каледонії з Франції (32,4 % 2019 року), далі йдуть Австралія (19,7 %) та Японія (16,6 %), на Нову Зеландію припадало 8,5 % туристів, Волліс і Футуну — 5,9 %. Туристи приїздять до Нової Каледонії переважно у відпустку (54,6 % відвідувачів), 21,6 % — щоб відвідати родичів, 10,4 % — по роботі. Середня тривалість перебування 2019 року становила 16,8 дня. Більше половини туристів зупиняється в готелях.
Починаючи з 2009 року отримав стрімкий розвиток круїзний туризм. Кількість пасажирів круїзних лайнерів, що відвідали Нову Каледонію, 2012 року досягла позначки в 278 тис. осіб. Туристичні судна роблять короткострокову зупинку у водах Нової Каледонії на шляху з Австралії. Короткострокові круїзи, що відправляються з Австралії, пропонують одну або декілька зупинок у Нумеа та на островах Пен, Ліфу, Маре.

## Банківський сектор
У Новій Каледонії існує високий, як на таку невелику територію, рівень активності в банківському і фінансовому секторі. Тут діє низка банківських груп та кредитних установ, серед них місцеві Banque calédonienne d'investissement (BCI), Banque de Nouvelle-Calédonie (BNC), Société générale calédonienne de Banque (SGCB), BNP Paribas Nouvelle-Calédonie, Crédit agricole mutuel, а також Agence française de développement (AFD), Centre de chèques postaux (CCP), Caisse des dépôts et consignations (CDC), Європейський інвестиційний банк. Новокаледонські банки об'єднані в місцеве відділення французької асоціації банків Association française des banques (AFB). Жодна установа не займає домінуючої позиції ні на депозитному, ні на кредитному ринку, й конкуренція між банками та фінансовими компаніями є реальною.

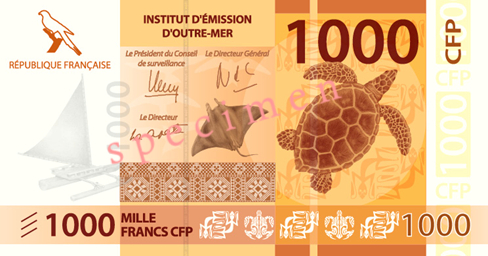
Банкнота в 1000 франків CFP.

Грошовою одиницею Нової Каледонії є французький тихоокеанський франк (франк CFP, код ISO 4217: XPF), який перебуває в обігу з 1945 року в трьох французьких володіннях у Тихому океані (Нова Каледонія, Французька Полінезія та Волліс і Футуна). Французька держава гарантує конвертованість 1000 XPF = 8,38 євро. Банкноти та монети виготовляються Банком Франції.
Банківська система Нової Каледонії відзначається дефіцитом структурної ліквідності, викликаним високою кредитною активністю. Ресурси місцевих банків майже повністю спрямовуються на кредитну діяльність (94 %), а надходять в основному із зібраних депозитів (69 % ресурсів). 89 % фізичних осіб та 69 % бізнесу отримують кредити. Наприкінці 2019 року загальна сума непогашених кредитів економіці Нової Каледонії сягнула 1260 мільярдів XPF (123 % ВВП). Станом на 31 грудня 2019 року загальна сума непогашених позик становила 1246 мільярдів XPF, у тому числі 664 мільярди XPF підприємствам (53 %), 437 мільярдів XPF домашнім господарствам (35 %) і 148 мільярдів XPF для громад (12 %). 56,2 % непогашених кредитів становили операції з нерухомістю, далі йшли державне управління (11,7 %), торгівля (5,1 %), транспортування та складування (4,6 %) і будівництво (4,0 %).
Інвестиційні кредити, надані підприємствам і громадам, на кінець 2019 року становили 387,2 мільярда XPF. В основному вони були призначені для бізнесу та фізичних осіб-підприємців (63 %), решта — для громад. 97 % інвестиційних кредитів було спрямовано на купівлю обладнання, лізинг У Новій Каледонії мало розвинений. Короткострокові кредити, надані бізнесу, становили на кінець 2019 року 17 % від загального обсягу кредитів, або 86,3 млрд XPF (71 % кредити готівкою і 27 % овердрафти).
Сектор нерухомості (включаючи соціальне житло та житло для домогосподарств) зосереджує найбільшу частку зобов'язань банківського сектора, 49 % загальної сумарної непогашеної заборгованості. На кінець 2019 року непогашені кредити на нерухомість становили 602 мільярди XPF. Житлові кредити, надані домогосподарствам і підприємствам, становлять відповідно 72 % і 28 % загального обсягу кредитів на нерухомість. Протягом 2010—2019 років вони збільшувалися на 4,9 % на рік. Держава відіграє провідну роль у фінансуванні соціального житла в Новій Каледонії. Звільнення від податків значною мірою стимулювало цей напрямок житлового будівництва, але цей процес зупинився наприкінці 2018 року.
Система банківського обслуговування населення відносно розвинута й продовжує розвиватися, особливо у Великому Нумеа.
Станом на кінець грудня 2019 року фінансові активи фізичних осіб становили 430 мільярдів XPF; ці активи розподілені рівномірно: 33 % вкладів до запитання (фр. de dépôts à vue), 33 % короткострокових вкладів (фр. de placements à court terme) і 34 % довгострокових вкладів (фр. de placements à long term, 95 % яких становить страхування життя). Дефіцит клієнтів (різниця між сумою непогашених кредитів та сумою депозитів) на кінець 2019 року досяг 231 мільярда XPF. Цей дефіцит фінансується головним чином за рахунок міжбанківських запозичень від материнських компаній, а також ринкових ресурсів, меншою мірою шляхом переобліку та збору депозитів за межами зони.
Станом на 31 грудня 2019 року новокаледонці мали в місцевих кредитних установах майже 553 тис. рахунків. Кількість банківських карток, що перебувала в обігу на цю дату, становила 319 781 одиниць. У банкоматах протягом 2019 року було здійснено 10,6 млн операцій зі зняття готівки, при цьому середня сума зняття становила 10 200 XPF. Кількість платіжних терміналів 2019 року становила 5797 одиниць, через них було проведено майже 25 мільйонів транзакцій на суму 158,2 млрд XPF. Використання чеків досягло максимального рівня 2011 року (1034 млрд XPF), надалі їхнє використання зменшувалось. 2019 року було зафіксовано 21 554 випадки оплати чеками на загальну суму 437 млрд XPF. Для оплати великих сум використовуються переважно перекази. 2019 року було здійснено 5,6 млн переказів на загальну суму 1696 млрд XPF, середня сума переказу становила 303 тис. XPF.

## Трудові ресурси
За даними 2009 року, рівень зайнятості в Новій Каледонії становив 61,2 %, рівень безробіття 13,8 %, в тому числі серед осіб у віці 15-24 років 35,3 %. Безробіття в Новій Каледонії в основному викликане проблемами кваліфікації, в першу чергу серед корінного населення. Масштабні проєкти зростання металургійного виробництва, реалізовані на початку XXI ст., спонукали створення нових робочих місць як у промисловості, так і в будівництві, технічному обслуговуванні та на транспорті, при цьому більше половини нових робочих місць було створено в сфері послуг. У галузі працевлаштування пріоритет надається зайнятості місцевих жителів. Тільки французькі громадяни можуть вільно працювати в Новій Каледонії. Всі іноземні громадяни (в тому числі й громадяни держав-членів Європейського союзу) повинні отримати дозвіл на перебування й роботу. Діють спеціальні програми з професійної підготовки кадрів з числа канаків. Агенція зайнятості Нової Каледонії (фр. l'Agence Pour l'Emploi de Nouvelle-Calédonie, APENC) має свої офіси в основних населених пунктах Нової Каледонії.
Середня чиста заробітна плата в Новій Каледонії в 2011 році становила 2000 євро на місяць, хоча в окремих галузях господарства вона була нижчою: 1500 євро в сфері послуг, 1510 євро в будівництві, 1170 євро в сільському господарстві. Рівень заробітної плати в державному секторі на 57 % вищий, ніж у приватному. Це пояснюється високим рівнем кваліфікації спеціалістів та керівників, що перебувають на державній службі, в той час як у приватному секторі концентрується велика частина некваліфікованої робочої сили. Найвищою зарплата в приватному секторі є в торгівлі, гірничовидобувній і металургійній галузях та в енергетиці.
Розподіл соціальних багатств у Новій Каледонії відзначається сильною нерівністю в соціальному, географічному та етнічному плані. Кілька потужних французьких сімей контролюють місцеву економіку й політику. Рівень доходів 10 % найбіднішого населення у 7,9 разів нижчий за рівень доходів 10 % найбагатшого. Середній дохід жителів Південної провінції, де переважають особи європейського походження, у 2 рази вищий, ніж в Північній провінції і в 2,5 рази, ніж в провінції Острови Луайоте. Середній дохід канацької сім'ї становить лише третину доходу франко-новокаледонської.

## Регіональні особливості
Економіка Нової Каледонії здавна відзначається регіональною диспропорцією. Більшість підприємств зосереджена в Південній провінції, в першу чергу в районі Великого Нумеа. Тут проживає й більшість населення території. Економічна потужність, зосереджена у Великому Нумеа, включає усі галузі, крім видобутку корисних копалин. Тут знаходиться також 70 % площ роздрібної торгової, більшість туристичних агенцій і державних установ. Промислова зона на півострові Дюко (фр. Ducos) сформувалася в основному в період буму нікелю в кінці 1960-их. В середині 2010-х років вона налічувала близько 600 промислових підприємств (PME/PMI) та інших комерційних структур, а також установи з надання громадських послуг для населення, тут проживає близько 10 000 осіб. Іншим важливим економічним центром Південної провінції є металургійний завод Vale Inco NC, розташований на крайньому півдні.
Подолання диспропорції в рівні економічного розвитку між динамічною Південною провінцією та іншими регіонами було одним з основних завдань, які висунули Матіньонська (1988) та Нумейська (1998) угоди. Перебалансування стало пріоритетом економічної політики території. Цьому сприяли збільшення автономії провінцій та поділ повноважень між французькою державою та Новою Каледонією. Провінції отримали широкі повноваження у прийнятті рішень, що стосуються економічного розвитку, навколишнього середовища, політики в галузі охорони здоров'я й навчання. Кожна з них має власний бюджет, визначає пріоритети свого розвитку. Південна провінція в плані відновлення рівноваги зосереджує свої зусилля на створенні соціального житла у Великому Нумеа. Розвиток у Північній провінції відбувається переважно в зоні Во-Коне-Пуанбу. Він зав'язаний навколо проєкту металургійного заводу в Коньямбо. Цей процес спровокував новий дисбаланс між західним узбережжям Гранд-Терр з його гірничодобувною промисловістю та металургією й менш населеним сільськогосподарським східним узбережжям. Острови Луайоте, де зберігається переважно традиційний спосіб життя, страждають через сильний відтік населення до інших провінцій. Проєкти розвитку на островах Луайоте сконцентровані переважно на відкритті туристичних маршрутів та пов'язаному з цим поліпшенні морських портів та аеропортів.

## Економічна політика
Нова Каледонія захищає конкурентоспроможність своєї промисловості та сільського господарства, зважаючи на вузькість внутрішнього ринку, який охоплює менше 300 тис. жителів. Ця політика має дві основні форми: тарифні бар'єри та кількісне обмеження імпорту. Заборонений або обмежений імпорт понад 300 продуктів, це практично все, що виробляє Нова Каледонія. Місцеве виробництво, що заміщує імпорт або забезпечує звільнення від імпортної сировини, користується податковими пільгами.
Податкова система спирається в основному на доходи від імпорту, вони становлять понад третину митних надходжень. Податковий рік відповідає календарному. Непряме оподаткування становить майже 60 % від загального обсягу податків, далеко випереджаючи податки, що стягуються за видом економічної діяльності, доходів або активів. У Новій Каледонії немає податку на додану вартість (ПДВ). Прямі податки та податок на прибуток є дуже низькими. Обов'язкова податкова ставка становить 29 %, це нижче, ніж у метрополії (44 %). 1983 року Франція та Нова Каледонія підписали конвенцію про уникнення подвійного оподаткування стосовно податків на доходи.
Щорічна державна допомога з боку Франції, за оцінками, становить близько 1,35 млрд €. Значна частина цих коштів використовується для виплати зарплати французьким державним службовцям і військовослужбовцям. Французька держава спрямовує розвиток Нової Каледонії шляхом цільових контрактів, які орієньовані на розвиток інфраструктури, будівництво металургійних комбінатів. Фіскальна політика спонукає вкладати кошти в такі галузі, як соціальне житло й наукові дослідження та розробки, оскільки вони звільнені від сплати податків. 40 % державних інвестицій спрямовані в галузі освіти, культури, молоді та спорту. Навчання та професійна підготовка споживають майже 12 % ВВП. 33 % державних витрат здійснюється з бюджету Франції, 37 % — з бюджету Нової Каледонії, ще 20 % становлять витрати трьох провінцій і 10 % — витрати комун.
Промисловість Нової Каледонії складається в основному з малих і середніх підприємств. Тільки 15 % підприємств мають у своєму штаті більше 10 співробітників і лише 2 % — понад 100 співробітників. Є лише одна компанія (металургійний концерн SLN), що налічує понад тисячу працівників, ще 12 — більше 300. Нова Каледонія утримує національний рекорд зі щільності кустарних виробництв, тут на 10 000 жителів припадає 427 ремісників — це втричі більше, ніж у метрополії. Мережа дрібного підприємництва є джерелом ділових і соціальних зв'язків і забезпечує потреби населення, що проживає поруч. Сектор індивідуальних послуг складає чверть каледонських ремісничих підприємств.
Нова Каледонія обмежує залучення робочої сили з поза меж території, застосовуючи до трудових мігрантів диференційований підхід. Щоб отримати робоче місце в приватному секторі, ті не тільки мають володіти потрібною кваліфікацією, а й проживати певний час у Новій Каледонії. Лише новокаледонські громадяни мають повністю вільний доступ до таких робочих місць.

## Зовнішньоекономічні зв'язки
Незважаючи на вузький внутрішній ринок, що охоплює менше 300 тис. жителів, каледонська економіка є дуже інтровертною. Рівень її відкритості нижчий за 30 %. Імпорт значно переважає експорт, відповідно 2437 млн € (290 908 млн XPF) і 934 млн € (111 537 млн XPF) 2013 року, рівень покриття імпорту 2013 року становив 38,3 % (40,8 % в 2012 році). Вартість експорту й відповідно рівень покриття імпорту тісно пов'язані з коливаннями ціни на нікель.
Торгові стосунки існують переважно з Францією та Європейським Союзом. Доля торгівлі з малими острівними державами Тихого океану становить менше 1 % загального обсягу. У рамках Тихоокеанського регіону торгівля в основному зосереджена на Австралії та Новій Зеландії, великих і більш розвинених сусідах. Деяка торгівля ведеться з Французькою Полінезією та Волліс і Футуною, а також з Вануату та Фіджі.
Франція є головним торговим партнером Нової Каледонії, як в плані імпорту, так і експорту. Її доля в імпорті Нової Каледонії 2013 року становила 23,4 %, ще 14 % припадало на інші країни ЄС, 19,5 % — на Сінгапур, 8,9 % — на Австралію, 4,4 % — на США, 4,2 % — на Нову Зеландію, 2 % — на Японію. До важливих постачальників промислової продукції належить також Китай. Нова Каледонія залишається структурно залежною від зовнішнього постачання. Основна частка імпорту належить промисловому обладнанню та споживчим товарам, Сінгапур для Нової Каледонії є основним постачальником вуглеводнів.
94 % експорту Нової Каледонії 2012 року становили нікелева руда та металургійна продукція, решта припадала переважно не креветки, рибу та інші морепродукти. Новокаледонська продукція постачається до Франції (15,5 % 2013 року), інших країн ЄС (11,5 %), Японії (14,5 %), Австралії (13,1 %), Південної Кореї (11,4 %), Китаю (10,1 %), Тайваню (8,7 %).